# ليونارد كيب
ليونارد كيب (بالإنجليزية: Leonard Kip)‏ (1826 - 1906)؛ روائي أمريكي.